# 츤데레

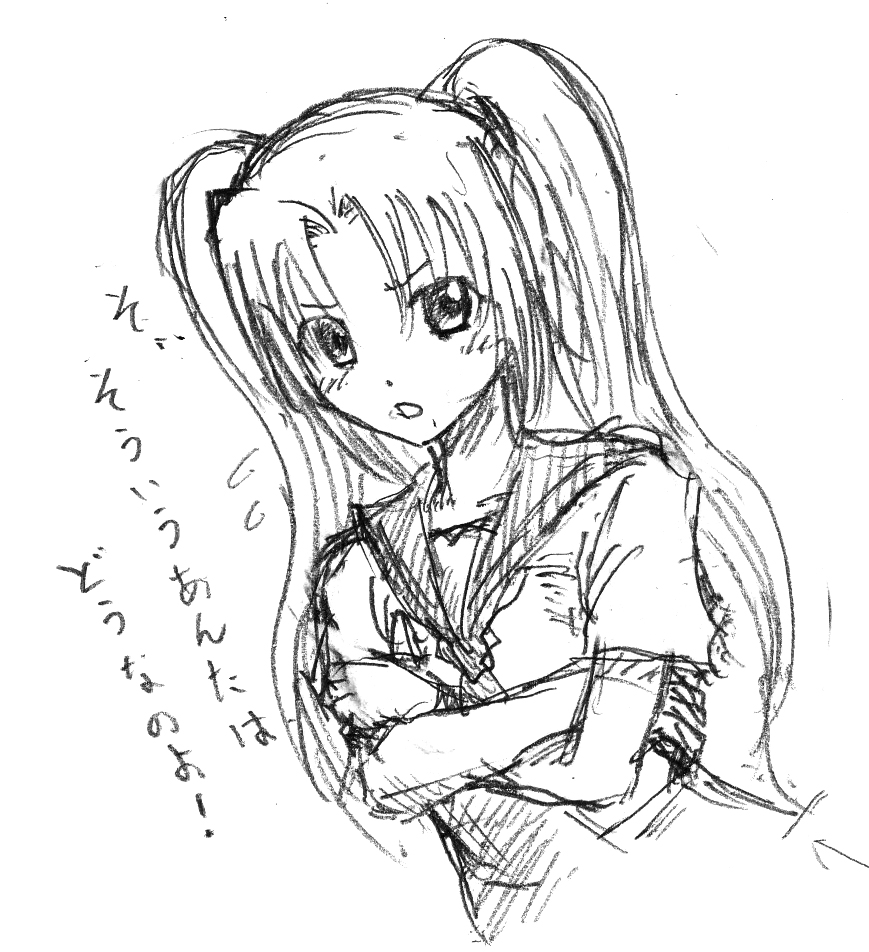
츤데레 캐릭터의 전형적인 예. '그... 그러는 너는 어때!'이라 말하고 있다.

츤데레(일본어: ツンデレ 쓴데레[*], 로마자: Tsundere)는 일본의 인터넷 속어로, 새침하고 도도한 모습을 나타내는 일본어 의태어인 츤츤(일본어: つんつん 쓴쓴[*]), 부끄러워하는 것을 나타내는 일본어 의태어인 데레데레(일본어: でれでれ)의 합성어이다. 평소에는 엄격하고 예민하지만 속으로는 죄책감을 갖고, 미안해하고 친절하게 대하는 성격을 의미한다. 2010년대부터는 애니메이션이나 만화뿐 아니라 일상에서도 사용되고 있다.
2002년 일본 인터넷에서 본격적으로 언급되기 시작했으며 '처음에는 츤츤(퉁퉁거리다, 튕기다), 나중엔 데레데레(부끄부끄)'거리는 상황을 의미했다. 이는 '시간이 지날 수록 부끄러워하는 것'을 의미하지만 이후 '겉으로는 츤츤(튕기고) 속으로는 데레데레(부끄부끄)'라는 캐릭터의 양면성으로 그 의미가 변했다. 한국어 표현으로 '싫은 척' 정도의 의미를 가진다.
츤데레 속성의 캐릭터는 좋아하게 된 상대를 츤츤거리고 퉁명스럽게 대하지만, 겉으로 드러내는 태도와는 달리 안으로는 호감을 갖는 상태이기 때문에 모순적인 언동을 보이게 되는데, 이는 츤데레다운 이성을 현실 세계에서도 만나고 싶어 하는 이들에게 잘 작용하는 ‘가상 연애’ 요소로 정착하였다.

## 대한민국에서의 츤데레
츤데레는 ‘새침데기’ 또는 ‘깍쟁이’라는 말과 비슷하지만 완벽히 일치하지는 않는다. 츤데레의 번역어로서 ‘새침부끄’나 ‘홍헤롱’ 등의 낱말이 등장하기도 하였으나, 폭넓게 지지되지 못하고 사어(死語)가 되었다. 2010년대 들어, 특히 2015년을 기점으로 츤데레라는 용어의 사용이 크게 증가하는 추세이다.
현진건의 〈운수 좋은 날〉에 등장하는 ‘김 첨지’는 겉으로는 욕설을 내뱉지만 속으로는 따뜻한, 한국형 츤데레의 예시로 꼽힌다. 한편 ‘새침데기’를 잘 나타낸 예시로서 연암 박지원의 〈마장전(馬駔傳)〉 일부가 종종 인용된다.
그래서 사귀는 데에는 길이 있다.

칭찬하려거든 겉으로는 책망하는 것이 좋고,

상대방에게 사랑함을 보여주려거든 짐짓 성난 표정을 드러내 보여야 한다.

상대방과 친해지려거든 뚫어질 듯 쳐다보다가 부끄러운 듯 돌아서야 하고,

상대방으로 하여금 나를 꼭 믿게 하려거든 의심하게 만들어놓고 기다려야 한다.

원문은 다음과 같다.
故處交有術
將欲譽之 莫如顯責

將欲示歡 怒而明之

將欲親之 注意若植 回身若羞

使人欲吾信也 設疑而待之

## 참고 문헌
- 서찬휘 (2017). 《키워드 오덕학》. 서울: 생각비행. ISBN 9791187708117.

## 같이 보기
- 쿨데레
- 얀데레
- 도짓코
- 메가데레